# Skipper Clement Skolen
Skipper Clement Skolen er en privatskole i Aalborg. Skolen ligger på adressen på Gl. Kærvej med Kildeparken som nabo. Skolen har et elevtal på omkring 720-730 (med den internationale afdeling). Eleverne er fordelt fra 0. til 10. årgang + stage 1 til 11 og Euro Classes 1, 2 og 3. Fra 0. til 6. årgang er der 2 klasser på en årgang, fra 7. årgang til 9. årgang er der 3 klasser per årgang, pga. den store tilstrømning af elever, der gerne vil tage deres eksamen på skolen.
I 2013 blev Skipper Clement Skolen nr. 19 ud af 1200 skoler i CEPOS' undersøgelser af de danske skoler.

## Historie
Der er for få eller ingen kildehenvisninger i denne artikel, hvilket er et problem. Du kan hjælpe ved at angive troværdige kilder til de påstande, som fremføres i artiklen.

I 1973 blev man opfordret til en fusion mellem Elisabeth Brøndsted Skolen og den forhenværende Skipper
Clement Skole i Rantzausgade. Poul Jeppesen blev skoleleder, og han ville gerne, at skolen stadig skulle
hedde Skipper Clement Skolen. Dette vedtog man til Jeppesens store glæde.
For Poul Jeppesen var det vigtigt, at skolen skulle hedde Skipper Clement Skolen, idet han
så meget op til Skipper Clement, der stod for jysk sejhed, mod og frihedstrang.

## INTA
Skipper Clement Skolen har en international afdeling. Skolen er derfor et certifeceret center for CIE, Cambridge International Examinations, og den eneste af sin art i Region Nordjylland.

## Eksterne link
- Skolens hjemmeside Arkiveret 17. april 2013 hos  Wayback Machine

57°02′26″N 9°54′57″Ø / 57.040628°N 9.91581°Ø